# Abhijit Banerjee

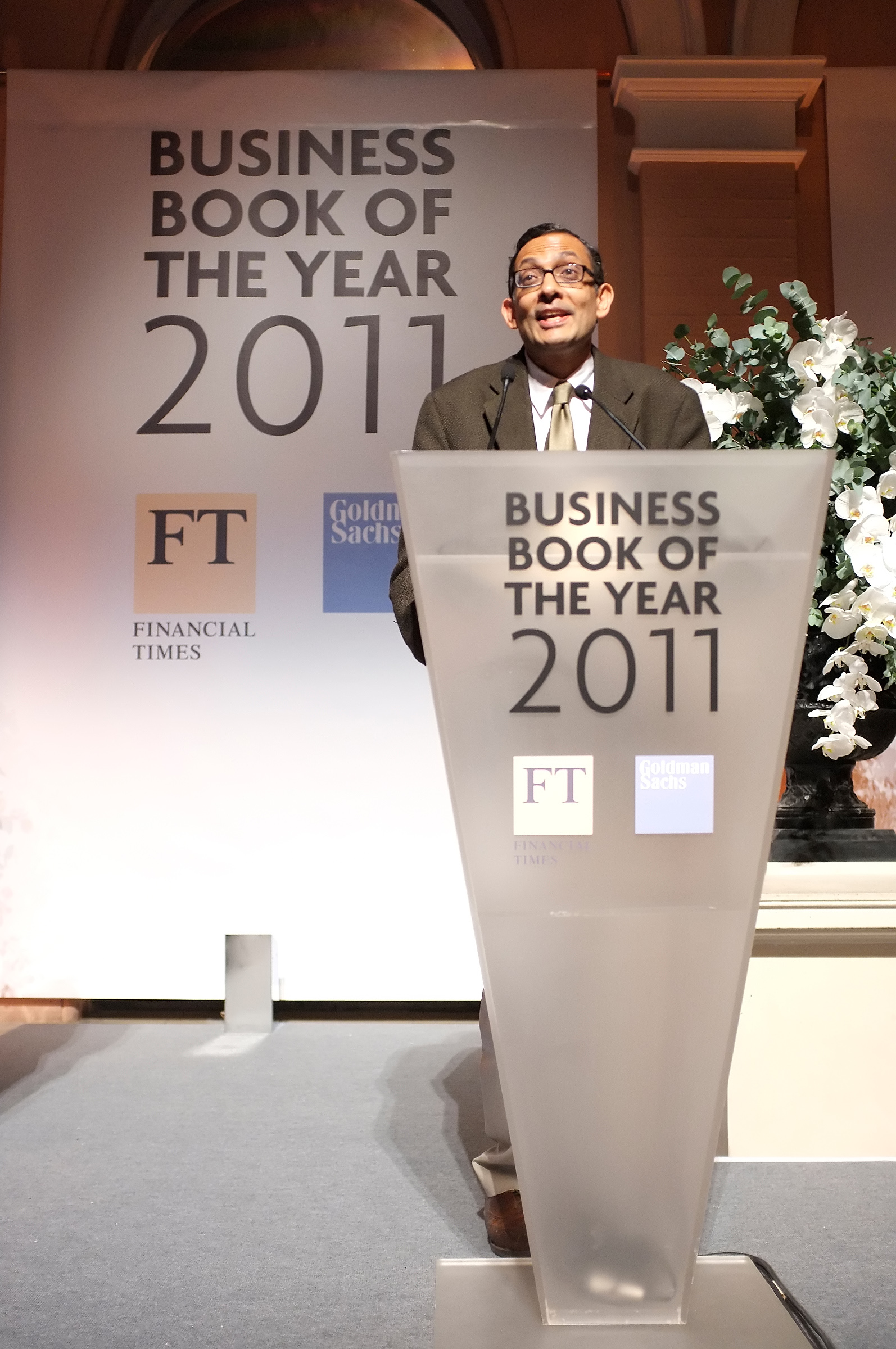
Abhijit Banerjee, 2011

Abhijit Vinayak Banerjee (beng. অভিজিৎ বিনায়ক বন্দ্যোপাধ্যায় ⓘ; * 21. Februar 1961 in Mumbai, Indien) ist ein US-amerikanischer Wirtschaftswissenschaftler indischer Herkunft. Für 2019 wurde ihm zusammen mit Esther Duflo und Michael Kremer der Alfred-Nobel-Gedächtnispreis für Wirtschaftswissenschaften zugesprochen.

## Werdegang, Forschung und Lehre
Banerjee studierte an der University of Calcutta, die er 1981 als Bachelor of Science in Richtung Jawaharlal Nehru University verließ. In Neu-Delhi graduierte er 1983 als Master of Arts. Anschließend ging er zum Ph.D.-Studium in die Vereinigten Staaten an die Harvard University, an der er 1988 abschloss.
Als Assistant Professor wechselte Banerjee direkt nach Abschluss seiner Ausbildung an die Princeton University. Im Herbst 1991 kurzzeitig als Gastprofessor nach Harvard zurückgekehrt, vollzog er im folgenden Jahr den kompletten Wechsel. Nach einem weiteren Jahr als Assistant Professor in Harvard wechselte er ans MIT, an dem er eine Stelle als Associate Professor annahm. 1996 wurde er dort zum ordentlichen Professor berufen. 2003 übernahm er am MIT den Ford-Foundation-International-Lehrstuhl für Ökonomie. Im selben Jahr gründete er mit Esther Duflo und Sendhil Mullainathan das Abdul Latif Jameel Poverty Action Lab, das er als Direktor leitet.
Der Schwerpunkt der Arbeit Banerjees liegt im Bereich Entwicklungsökonomie, in welchem er mehr als 100 wissenschaftliche Aufsätze verfasst hat.  Dabei hat er sich unter anderem mit Analysen über Institutionen in Entwicklungsländern, Mikrokredit, Informationstheorie,  Entwicklungshilfe und sozialen Unterstützung hervorgetan, insbesondere zu den Umständen, unter denen soziale Projekte funktionieren. Er ist ein Verfechter von Feldexperimenten zur Analyse volkswirtschaftlicher Zusammenhänge.
Seit 2015 ist Banerjee mit Esther Duflo verheiratet, die ebenfalls Professorin für Volkswirtschaftslehre ist. Die beiden haben zwei Kinder.

## Auszeichnungen und Ehrungen
- 1994: Sloan Research Fellow[3]
- 2009: Infosys-Preis in Social Sciences and Economics[4]
- 2014: Albert-O.-Hirschman-Preis des Social Science Research Councils[5]
- 2014: Bernhard-Harms-Preis des Instituts für Weltwirtschaft Kiel[6]
- 2019: Alfred-Nobel-Gedächtnispreis für Wirtschaftswissenschaften
- 2020: Deutscher Wirtschaftsbuchpreis
- 2020: Sachbuch des Monats März

## Mitgliedschaften
- 1995: Fellow der Econometric Society[7]
- 2004: American Academy of Arts and Sciences
- 2020: National Academy of Sciences

## Bücher
Die folgende Auflistung gibt von Banerjee veröffentlichte Bücher wieder, zudem hat er zahlreiche Zeitschriftenartikel und Arbeitspapiere verfasst.
- mit Philippe Aghion: Volatility and Growth. 2005.
- mit Roland Benabou und Dilip Mookherjee (Hrsg.): Understanding Poverty. 2006.
- Making Aid Work. 2007.
- mit Esther Duflo: Poor Economics: A Radical Rethinking of the Way to Fight Global Poverty, PublicAffairs, 2012. ISBN 978-1-61039-093-4.
  - deutsche Ausgabe: Poor Economics. Plädoyer für ein neues Verständnis von Armut. Knaus, München 2012, ISBN 978-3-8135-0493-4.
- mit Esther Duflo: Good Economics for Hard Times: Better Answers to Our Biggest Problems, Public Affairs, 2019. ISBN 0-241-30689-2.
  - deutsche Ausgabe: Gute Ökonomie für harte Zeiten. Sechs Überlebensfragen und wie wir sie besser lösen können. Penguin, München 2020, ISBN 978-3-328-60114-2.[8]